# Đura Horvatović
Đura Horvatović (Ђура Хорватовић), född 29 januari 1835 i Nova Gradiška, död 12 mars 1895 i Belgrad, var en serbisk general.
Horvatović tjänstgjorde i den österrikiska hären under fälttåget i Italien 1859, i vilket fälttåg han befordrades till överstelöjtnant. År 1862 övergick han till serbisk tjänst och hade kort före kriget mot Osmanska riket även här nått överstelöjtnants grad. I slaget vid Knjaževac slog han det osmanska centrum och assisterade vid Aleksinac general Michail Tjernjajev på avgörande sätt, varför han befordrades till överste. Efter att ha deltagit i kriget 1877–78 blev Horvatović 1880 sändebud i Sankt Petersburg och deltog således inte i serbisk-bulgariska kriget. År 1886 blev han krigsminister, men avgick redan året därpå, då han på grund av finansieringsproblem inte kunde genomföra den nya härlagen.